# ادوین اف. لاد
ادوین اف. لاد (به انگلیسی: Edwin F. Ladd) سناتور سابق عضو حزب جمهوری‌خواه ایالات متحده آمریکا بود. وی در سال ۱۹۲۱ تا ۱۹۲۵ میلادی سناتور ایالت داکوتای شمالی در سنای ایالات متحده آمریکا بود.